# تطاوین
تطاوین (به عربی: تطاوین) شهری در استان تطاوین کشور تونس است که جمعیت آن در سرشماری سال ۲۰۰۴ میلادی ۵۹٫۳۴۶ نفر بوده‌است.